# Hammar
Hammar – miejscowość (tätort) w Szwecji, w regionie administracyjnym (län) Skania, w gminie Kristianstad.
Według danych Szwedzkiego Urzędu Statystycznego liczba ludności wyniosła: 3311 (31 grudnia 2015), 2874 (31 grudnia 2018) i 3228 (31 grudnia 2019).